# Estadi José Amalfitani
L'Estadi José Amalfitani, conegut popularment com El Fortí, a vegades referit com El Teatre Colón del Futbol (per l'excel·lent visió del camp de joc que ofereix als espectadors des de qualsevol angle) o Estadi Vélez Sarsfield, és un estadi esportiu situat al barri de Liniers, a l'extrem Oest de la ciutat de Buenos Aires, Argentina. Normalment, a l'estadi es disputen partits de futbol. És propietat del Club Atlético Vélez Sarsfield, el primer equip del qual disputa els seus partits en condició de local. A partir de 2016 també és la seu dels Jaguars, la franquícia argentina que participa en el Super Rugbi.
Es va començar a construir l'any 1947, i va ser inaugurat quatre anys més tard, el 22 d'abril de 1951. Ha estat un dels estadis amfitrions de la Copa del Món de Futbol de 1978, i l'escenari de molts esdeveniments esportius, musicals, polítics i religiosos. A causa del constant manteniment de les seves instal·lacions, les comoditats que ofereix, la seva ubicació i l'accessibilitat, entre altres qualitats, és considerat un dels millors estadis de l'Argentina, i una de les primeres opcions per a la realització d'esdeveniments de gran rellevància.

## Galeria d'imatges

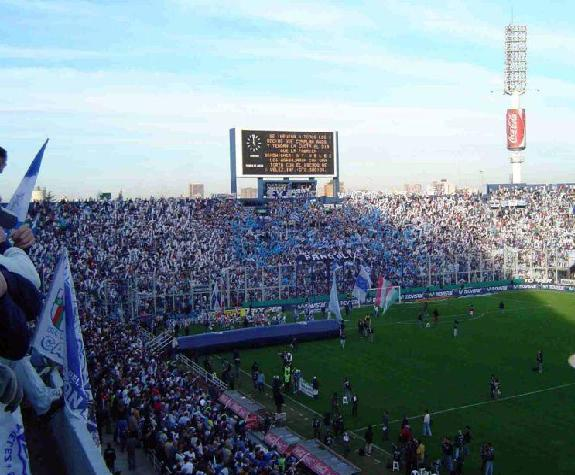
Imatge des de Platea Nord Alta.
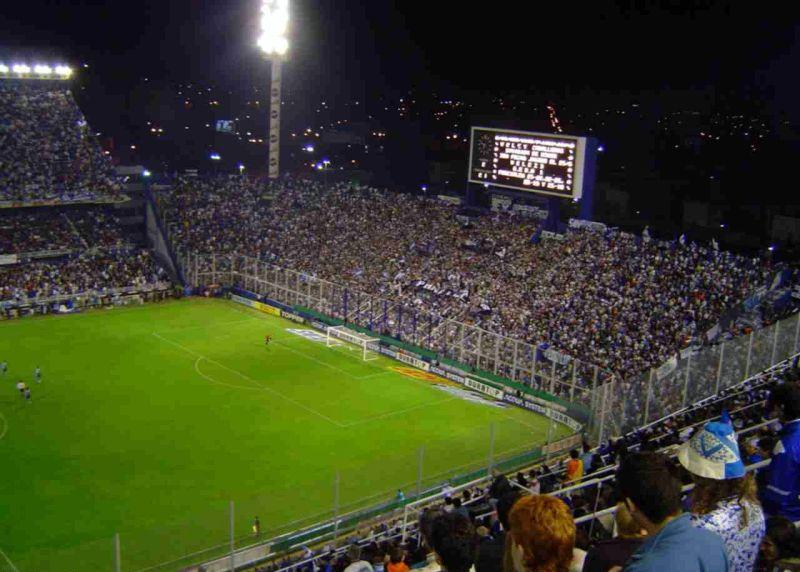
Imatge des de Platea Sud Alta.
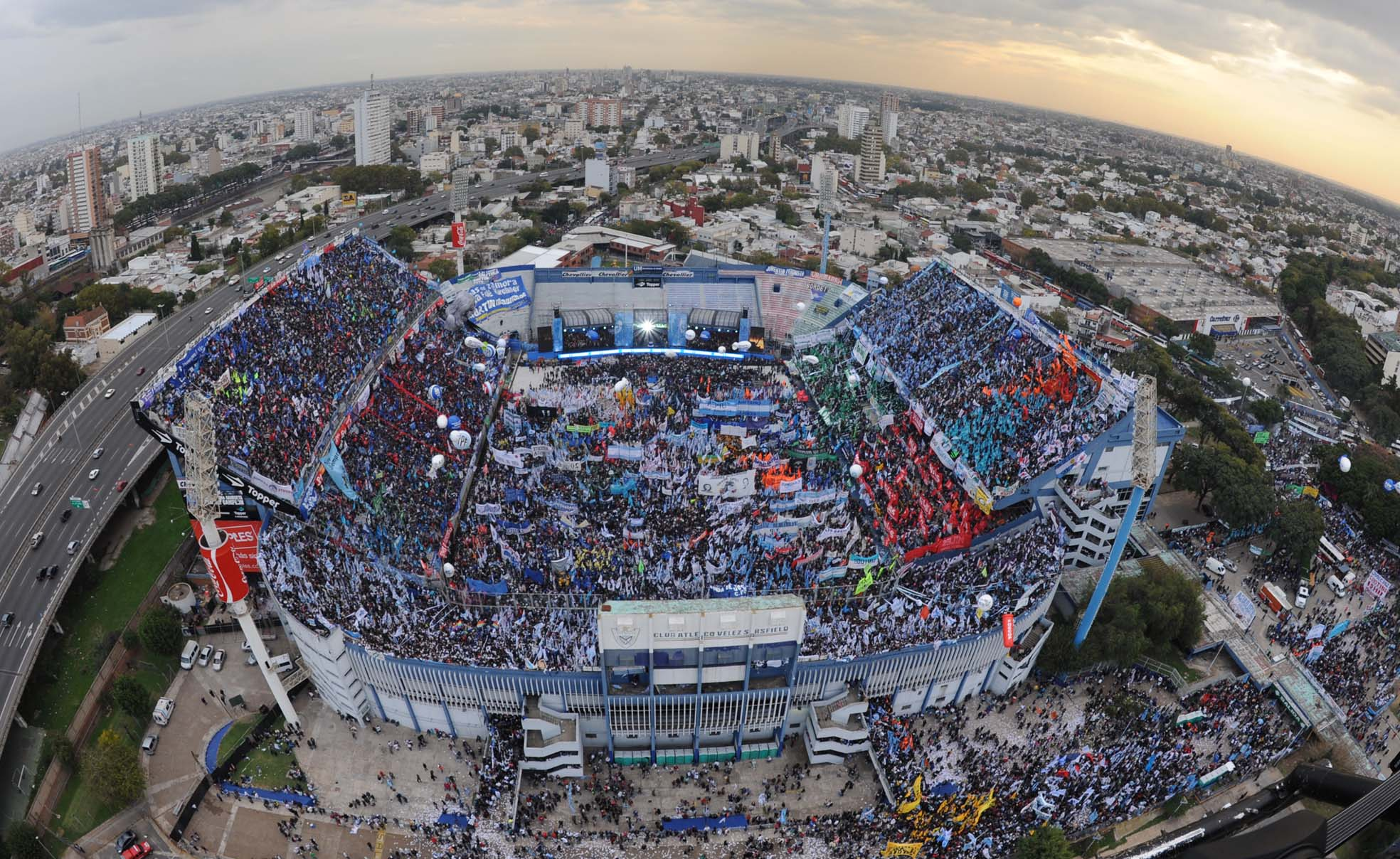
Acte de la Presidenta Cristina Fernández el 2012.